# Paraphaenocladius monticola
Paraphaenocladius monticola är en tvåvingeart som beskrevs av Karl Strenzke 1950. Paraphaenocladius monticola ingår i släktet Paraphaenocladius och familjen fjädermyggor. Inga underarter finns listade i Catalogue of Life.